# 加爾基 精液 栗子花
《加爾基 精液 栗子花》（加爾基 精液 栗ノ花，Kalk Samen Kuri no Hana／Kalk Samen Chestnut Flower）是日本音樂家椎名林檎的第三張專輯，由東芝EMI／Virgin Music於2003年2月23日發行，也被歌迷及專家尊稱為到目前為止椎名林檎最好的專輯。而一般人簡稱此張專輯為「加爾基」或取自英文開頭的KSK。初回限定為「真實性需驗證的貼紙」。
专辑名称中的“加爾基（カルキ）”是漂白粉的俗称，其来自クロルカルキ的略称，クロルカルキ来自德语Chlorkalk（字面直译为“氯石灰”），是一种由35%次氯酸钙、30%氯化钙和13% 氢氧化钙混合而成的用作漂白粉的物质；漂白粉与栗子花均有着有著类似精液的味道 ，故专辑名称中的“加爾基”与“栗子花”均暗指精液。
在專輯銷售成績方面，本張專輯在日本Oricon銷售榜上最高位居單週第1名，名列2003年年度銷售榜第28位。在銷售認證上，專輯《加爾基 精液 栗子花》銷售突破50萬張，在2003年2月通過日本唱片協會認定為雙白金唱片。

## 專輯概要
《加爾基 精液 栗子花》是椎名林檎繼2000年《勝訴的新宿舞孃》專輯發行後，因為懷孕生產而暫時停止活動以來，睽違三年的新專輯。在這張專輯中，椎名林檎用不協調的聲音與節奏相結合，使得歌曲變得詭譎，但成功樹立起自我風格，讓黑色風格在這張專輯中一覽無遺。歌迷則猜測這一張專輯是椎名林檎在經歷結婚、生子、離婚等大事件後，徹底挖掘自身的音樂性，把身上所有負面情緒一次表達出來的專輯。椎名林檎更進一步表示這張專輯是女性對男性的第一印象。之後，椎名林檎更將整張專輯內的歌曲具體影像化收錄至電影《百色眼鏡》中，完整的呈現出《加爾基 精液 栗子花》完整的世界觀「輪迴」。日後，唱片公司將本張專輯收錄至2008年11月25日發行的套裝專輯《MoRA》中，藉以慶祝椎名林檎出道十週年。
而此張專輯改編收錄了先前發行的單曲《莖(STEM)～諸侯出遊篇～》中所有的歌曲，但單曲《真夜中的純潔》則因為並不符合整張專輯的世界觀，因此被排除在外。至於專輯名稱的由來則是椎名林檎之前在接受電台訪問時，她隨口說出：「不可思議 淫蕩 古怪。」後來，她轉了個念頭將它轉變成富有文學感，但讓人摸不著頭緒的名稱《加爾基 精液 栗子花》。不過，因為專輯名稱的關係，唱片行不好意思大肆宣揚，只好用「椎名林檎的新專輯」當作宣傳標語來化解尷尬，連唱片公司為了專輯所拍攝的廣告，也因為這個原因，只說出發行日期，而不敢說出專輯名稱。但這張專輯跟「精液、尿道球腺液」扯在一起讓椎名林檎覺得很氣憤，因為那是特定族群的用詞，氣憤之餘椎名林檎也解釋使用此詞的原因是這個「醫學用語」發音極美，於是就記下來了，在那時完全沒有留下低俗的印象。這麼喜歡用德語的椎名林檎，是因為她覺得「德語的發音聽起來像是在生氣、語氣極其強烈」，再加上自己經常研究醫學用語、音樂...等，而變成德語的喜好者。這張專輯也曾經考慮過在德國進行錄音，實際上確實也去了德國視察，椎名林檎覺得德國人和日本人都擁有一絲不苟的性格，且德國的食物和日本一樣都是樸實而美味。雖然椎名林檎十分中意那裡，不過至今仍不曾在德國錄製過專輯。
在音樂性部分，椎名林檎首次在作品中加入管弦樂的元素，此舉與現行日本流行歌壇大相逕庭。不過專輯製作團隊則為了要更完美的展現出管弦樂的優美，一開始本打算到具有優良古典樂傳統文化的德國進行錄音，不過最後是選在熱海的溫泉旅館進行「太宰治體驗」。正因為前兩張專輯皆是以練團錄音的方式去錄製，讓椎名林檎在錄製完本張專輯後表示自己終於有錄製專輯的感覺了。令人扼腕的是前兩張專輯的主要編曲人龜田誠治在此時離開椎名林檎，因此整張專輯大部分的編曲便由椎名林檎自己擔綱，而製作人井上雨邇則是在旁邊協助椎名林檎。至於管弦樂的部分則是森俊之幫忙完成。如此上乘之作，在接下來為《加爾基 精液 栗子花》舉行的演唱會《賣笑高潮》中，全變成了搖滾樂團版。
在專輯發售時程上，新專輯發行的消息最早於2002年11月26日就在官網發佈，02月23日於日本發行Copy Control的版本也是椎名林檎第一次發行這樣的系統，台灣則等到03月5日才發行台壓版及進口版專輯。後來，因為Copy Control的格式已經絕版，則改成CD-DA格式，並與椎名林檎出道十周年紀念專輯《我·放電》一同於2008年7月2日發售。
最後，在專輯銷售成績方面，專輯在發行當週以16.5萬張的銷售量在日本Oricon銷售榜上位居第1名，總計在Oriocn銷售榜上榜20週，累積銷售達40.9萬張，名列2003年年度銷售榜第28位。同時，專輯銷售突破50萬張，在2003年2月通過日本唱片協會認定為雙白金唱片。

### 對稱之美
在這張專輯中，椎名林檎將對稱美學發揚光大，也緊緊繞著專輯概念「輪迴」。首先，歌曲名稱皆使用歷史的假名遣、舊字體來標號，並以第六首歌曲「莖」為中心，依字數、平假名、片假名對稱，時間則是剛剛好的「四十四分四十四秒」，這四個四代表「死」，即「輪迴」的概念。不但，歌曲名稱對稱，連歌曲本身彈奏的樂器、參與歌曲的演奏人對稱和歌詞相互出現，甚至連環境音場都可以對稱。而在歌詞本內頁中，以第六首歌曲「莖」為黃橘色，其他則是黑色、白色。
另外，專輯名稱《加爾基 精液 栗子花》是因為三個物品聞起來很像，而專輯名稱縮寫為「KSK」、商品編號為「TOBF-24942」和發行日期為2003年2月3日（2323）。至於，專輯相關的DVD《百色眼鏡》的商品編號為「TOBF-5225」，售價則為「1991日圓」。專輯相關的演唱會DVD《賣笑高潮》的售價則為「3773日圓」。最後，黑膠唱片版本的商品編號為「TOJT-25152」，售價則為「3939日圓」。
|  |  |
|  |  |
|  |  |
|  |  |
|  |  |
|  |  |
|  |  |
|  |  |
|  |  |

### 獲獎紀錄
MTV日本音樂錄影帶大獎
- （2003）－BEST FEMALE VIDEO－《莖(STEM)～諸侯出遊篇～》（提名）

The SPACE SHOWER MUSIC VIDEO AWARDS
- （2004）－BEST ART DIRECTION VIDEO－《莖(STEM)～諸侯出遊篇～》

The most underappreciated Japanese music of the last decade
- （2009）－2nd Place

### 先行發售單曲
- 莖(STEM)～諸侯出遊篇～（2003年1月22日，單曲）
(日本) Oricon專輯週銷售排行榜：#1[17]
(日本) Oricon單曲2003年銷售排行榜：#45[6]
(日本) RIAJ(單曲銷售)：金唱片[18]

## 曲目
| 曲序     | 曲目                               | 时长  |
| -------- | ---------------------------------- | ----- |
| 1.       | 宗教（編曲：化貓殺手、森俊之）     | 5:08  |
| 2.       | 自我幻影                           | 3:46  |
| 3.       | 迷彩                               | 3:44  |
| 4.       | 請你保重                           | 3:01  |
| 5.       | 草草幹活（編曲：森俊之）           | 5:08  |
| 6.       | 莖                                 | 3:50  |
| 7.       | 杞人憂天                           | 2:36  |
| 8.       | 依你喜好                           | 5:45  |
| 9.       | 意識                               | 2:45  |
| 10.      | 靈異現象（編曲：化貓殺手、森俊之） | 3:41  |
| 11.      | 葬列                               | 5:12  |
| 总时长： | 总时长：                           | 44:44 |

### 曲目介紹
1. 宗教
這首是身為日本人的椎名林檎寫出她對日本宗教看法的歌曲。在歌曲一開始椎名林檎便彈奏拿手的古箏，當歌曲接近副歌時則加入搖滾與管弦樂。歌曲中管弦樂的部分則是由森俊之負責編曲，電吉他則與「宗教」對稱的「葬列」一樣，由MO'SOME TONEBENDER（日语：MO'SOME TONEBENDER）的主唱兼吉他手百和宏（日语：百々和宏）演奏。此外，這首歌曲原本是椎名林檎日本巡迴演唱會《下剋上高潮》中彩排的歌曲，但在皆川真人巧手之下編奏出美麗的樂章。椎名林檎曾經在演唱會《(生)林檎博'08 〜10周年記念祭〜》中有演唱過。
2. 自我幻影（日語：ドツペルゲンガー）
這首是以多首歌曲為參考所組合成的歌曲，包括：「溜滑梯」、「歌舞伎町的女王」、「遙控器」、「本能」、「自我」及「絕頂集」等。而歌詞中「你好」及「再見」...等大量運用日本鮮少使用的假名遣，歌迷猜測可能與後段歌詞「我看到了 孕育美學意識的愛恨，不已放棄了 當然得標示，那裏就是天堂......」有關。
3. 迷彩
椎名林檎第八張單曲的專輯版本。這首歌曲的編曲方式曾經讓椎名林檎和井上雨邇兩人起爭執。起初，椎名林檎建議：「使用電吉他來完成演奏」，然而井上雨邇則認為：「如果加入吉他就是以往的椎名林檎編曲，所以只要加入鋼琴演奏。」到最後還是依照椎名林檎的要求以電吉他開場，然後再加入管絃樂元素，共譜搖滾樂章。而和與「迷彩」對稱的「意識」一樣，吉他由東京事變二期吉他手浮雲演奏，音樂錄影帶導演齋藤毅（日语：斎藤ネコ）也參與小提琴的演奏。
4. 請你保重（日語：おだいじに）
這首歌曲是由椎名林檎彈奏鋼琴及井上雨邇彈奏吉他的曲目。起初是以樂團為概念作為出發點，但「椎名林檎認為此舉大不智」，因而改成鋼琴和吉他搭配的形式。
5. 草草幹活（日語：やつつけ仕事）
椎名林檎單曲《絕頂集》的專輯版本。在歌曲開頭，外國人記者採訪的音源日後也收錄至音樂錄影帶中。而吵雜的吸塵器聲音，則是椎名純平（日语：椎名純平）送給椎名林檎的東芝牌吸塵器。此外，這首歌曲也在椎名林檎十周年紀念演唱會《(生)林檎博'08 〜10周年記念祭〜》中以純音樂曲之姿登場。
6. 莖
椎名林檎第八張單曲的專輯版本。當初椎名林檎是以「性」為主題創作，且早在2000年就已經完成。不過2001年美國發生九一一恐怖攻擊事件後，造成人心惶惶，因此椎名林檎將自己心情的轉變寫進歌詞中。歌曲標題「莖」並非代表「性」，而是代表種族存續。
7. 杞人憂天（日語：とりこし苦労）
「草草幹活」的對應曲。在這首歌曲中大量的使用日本傳統樂器，不過在剪輯時也將不必要的聲音刪減。另外，人聲敲擊樂（英语：Vocal percussion）也融入這首歌曲，而表演節奏口技的人正是東京事變的成員浮雲。
8. 依你喜好（日語：おこのみで）
「請你保重」的對應曲。在這首歌曲中椎名林檎異常的使用電子鼓演奏，椎名林檎還特地在鋼琴的弦上栓上螺絲、橡皮等不同材質的物品，用以改變音色，進而產生類似敲擊樂器的效果，這樣的演奏樂器稱為預置鋼琴（英语：Prepared Piano）。另外，歌曲結尾的編排是為了完美的銜接下一首歌「意識」，在往後的專輯中也會看到有些歌會有這樣的特色。
9. 意識
椎名林檎第八張單曲的專輯版本，與對稱曲「迷彩」不但都收錄於第八張單曲中，更特別的是兩首歌曲皆有收錄在與齋藤毅（日语：斎藤ネコ）共同發表的第四張作品《平成風俗》。
10. 靈異現象（日語：ポルターガイスト）
「自我幻影」的對應曲。歌曲第一段以鋼琴主奏，第二段則以管弦樂為主奏。歌曲風格竟來自於公司開會時有位職員表示「會為了想聽華爾滋，而不知不覺的去買CD來放。」這句話間接造成這首歌以華爾滋的方式編排。此外，開頭的電車聲是取自於小田急電鐵，歌詞也是採用「小田急電鐵所發生的故事」。而在平交道現場錄製時，還將「自我幻影」中的巴士聲播放出來，然後再一起錄進去歌曲中。
11. 葬列
這首歌曲原本要收錄在首張專輯《無限償還》中，但椎名林檎覺得並不符合這整張專輯的風格，她便拿去問編曲者龜田誠治，而龜田誠治告訴椎名林檎：「如果不確定的話，那等到時機成熟再發表也不遲阿。」如今則是收錄到這張專輯中。而在東京事變演唱會《DOMESTIC! Virgin LINE》中重新編曲，再搭配上杉並兒童合唱團（日语：杉並児童合唱団）數十人的合聲下，和原本歌曲的風格大相逕庭，呈現不一樣的面貌[19]。

## 黑膠唱片
《加爾基 精液 栗子花》是日本音樂家椎名林檎第二張黑膠唱片，在日本於2003年5月27日發行。當時因為Oricon公司將黑膠版本和專輯兩者的銷售量合併計算，因此不得而知黑膠唱片的實際銷售量，但為「完全限定生產版」。

### 收錄曲目
歌曲方面，主要是收錄專輯《加爾基 精液 栗子花》的曲目，但是歌曲「莖」雖然與專輯演奏的方式相同，但黑膠唱片則是演唱英文的歌詞；而歌曲「映日紅之花」則是慶賀椎名林檎出道五周年的紀念曲，同時這首歌也是第二期東京事變的吉他手浮雲所編曲，緣起於《加爾基 精液 栗子花》的「葬列」。椎名林檎曾在《賣笑高潮》中演唱此首歌，日後也會收錄至演唱會所發行的DVD中。
| Side A | Side A   | Side A   | Side A           | Side A |
| 曲序   | 曲目     | 词曲     | 編曲             | 时长   |
| ------ | -------- | -------- | ---------------- | ------ |
| 1.     | 宗教     | 椎名林檎 | 化貓殺手, 森俊之 | 5:08   |
| 2.     | 自我幻影 | 椎名林檎 | 化貓殺手         | 3:46   |
| 3.     | 迷彩     | 椎名林檎 | 化貓殺手         | 3:44   |

| Side B | Side B   | Side B   | Side B   | Side B |
| 曲序   | 曲目     | 词曲     | 編曲     | 时长   |
| ------ | -------- | -------- | -------- | ------ |
| 4.     | 請你保重 | 椎名林檎 | 化貓殺手 | 3:01   |
| 5.     | 草草幹活 | 椎名林檎 | 森俊之   | 5:08   |
| 6.     | 莖       | 椎名林檎 | 化貓殺手 | 3:50   |

| Side C | Side C   | Side C   | Side C   | Side C |
| 曲序   | 曲目     | 词曲     | 編曲     | 时长   |
| ------ | -------- | -------- | -------- | ------ |
| 7.     | 杞人憂天 | 椎名林檎 | 化貓殺手 | 2:36   |
| 8.     | 依你喜好 | 椎名林檎 | 化貓殺手 | 5:45   |
| 9.     | 意識     | 椎名林檎 | 化貓殺手 | 2:45   |

| Side D   | Side D     | Side D         | Side D           | Side D |
| 曲序     | 曲目       | 词曲           | 編曲             | 时长   |
| -------- | ---------- | -------------- | ---------------- | ------ |
| 10.      | 靈異現象   | 椎名林檎       | 化貓殺手, 森俊之 | 3:41   |
| 11.      | 葬列       | 椎名林檎       | 化貓殺手         | 5:24   |
| 12.      | 映日紅之花 | 椎名林檎、浮雲 |                  | 4:32   |
| 总时长： | 总时长：   | 总时长：       | 总时长：         | 49:08  |

全作詞・作曲：椎名林檎
作詞：浮雲（#12）
編曲：化貓殺手（#1-4,6-11）、森俊之（#1,5,10）、浮雲（#12）

## 銷售排行

### Oricon 銷售榜(日本)
《加爾基 精液 栗子花》於02月23日發行專輯。發行首週，在日本公信榜Oricon的專輯榜2003年3月第1週付的榜單中以165,316張銷售量居單週冠軍。第二週則以銷售量136,214張穩坐冠軍寶座，連續兩週冠軍。第三週則以銷售量39,610居單週第八位，同禮拜銷售冠軍為雙人女生音樂組合t.A.T.u.的同名專輯《t.A.T.u.》。總計在日本公信榜Oricon的專輯榜上榜20週，累積銷售達40.9萬張，名列2003年年銷售榜第28位。
三個月後，黑膠唱片版本的《加爾基 精液 栗子花》於05月27日發行，當時因為Oricon將黑膠版和專輯兩者的銷售量合併計算，因此不得而知黑膠唱片的實際銷售量。不過，合併計算的那週《加爾基 精液 栗子花》以銷售量4,224張居單週48位。至於2008年所發行的CDDA版的《加爾基 精液 栗子花》，發行首週，在日本公信榜Oricon的專輯榜2008年7月第2週付的榜單中以657張銷售量居單週263位，單週冠軍則為樂團GReeeeN的首張專輯《你好。請多多指教。》。
| 名稱                             | Oricon銷售榜 | 初登場 | 初登場  | 最高  | 最高    | 總銷售量 | 累積上榜次數 |
| 名稱                             | Oricon銷售榜 | 排 行  | 銷售量  | 排 行 | 銷售量  | 總銷售量 | 累積上榜次數 |
| -------------------------------- | ------------ | ------ | ------- | ----- | ------- | -------- | ------------ |
| 2003年2月23日 加爾基 精液 栗子花 | 週銷售排行榜 | #1     | 165,316 | #1    | 165,316 | 409,094  | 20週         |
| 2003年2月23日 加爾基 精液 栗子花 | 月銷售排行榜 | #2     | 361,191 | #2    | 361,191 | 409,094  | 20週         |
| 2003年2月23日 加爾基 精液 栗子花 | 年銷售排行榜 | #28    | 409,094 | #28   | 409,094 | 409,094  | 20週         |

| 名稱                                    | Oricon銷售榜 | 初登場 | 初登場 | 總銷售量 | 累積上榜次數 |
| 名稱                                    | Oricon銷售榜 | 排 行  | 銷售量 | 總銷售量 | 累積上榜次數 |
| --------------------------------------- | ------------ | ------ | ------ | -------- | ------------ |
| 2008年7月2日 加爾基 精液 栗子花（CDDA） | 週銷售排行榜 | #263   | 657    | 657      | 1週          |

### 其他銷售榜
| 排行榜名稱                        | 最高排名 |
| --------------------------------- | -------- |
| (日本) Soundscan：CD Album Top 20 | #1       |

### 銷售認證
| 認證單位              | 銷量                 |
| --------------------- | -------------------- |
| (日本) RIAJ：專輯銷售 | 雙白金唱片 (500,000) |

## 發行歷史
| 國家 | 發行日期      | 發行形式       | 唱片公司                      | 商品編號          |
| ---- | ------------- | -------------- | ----------------------------- | ----------------- |
| 日本 | 2003年5月27日 | 黑膠唱片       | 東芝EMI／Virgin Music         | TOJT-25152～25153 |
| 日本 | 2003年2月23日 | CD             | 東芝EMI／Virgin Music         | TOCT-24942        |
| 台灣 | 2003年3月5日  | CD(進口初回盤) | 東芝EMI／Virgin Music         | TOCT-24942        |
| 台灣 | 2003年3月5日  | CD(台壓盤)     | 科藝百代                      | 58293128          |
| 日本 | 2008年7月2日  | CD             | EMI Music Japan／Virgin Music | TOCT-26578        |

## 宣傳行程
| 類型   | 日期            | 名稱                       |
| ------ | --------------- | -------------------------- |
| 演唱會 | 2003/02/23      | 賣笑高潮                   |
| 演唱會 | 2003/08-2003/09 | 雙六高潮                   |
| 電視   | 2003/02/21      | 【TBS】筑紫哲也 NEWS23     |
| 電視   | 2003/03/26      | 【朝日電視台】NEWS STATION |

## 脚注